# Abū'l-Jayr al-Išbīlī
Abu'l-Jayr al-Išbīlī (en árabe: أبو الخير الإشبيلي‎)(Sevilla, siglo xi) fue un agrónomo andalusí que trabajó como jardinero real de al-Mutámid (1040-1095), el Rey de mayor esplendor cultural del taifa de Sevilla. Se sabe muy poco de la vida personal de Abu'l-Jayr, pero es conocido por escribir el Kitāb al-filāḥa o ‘Libro de la agricultura’ y el Kitab al-Nabaat o ‘Libro de la botánica’.También se cree que es el autor de Umdat al-ṭabīb fī ma‘rifat al-nabāt, una enciclopedia botánica farmacológica única en su tipo en el Medievo islámico. Esta enciclopedia recoge millares de especies descritas, y también es relevante en el campo lingüístico pues incluye todos los nombres vulgares de las plantas, en árabe dialectal o romandalusí. Abu'l-Jayr fue conocedor de las obras de Dioscórides y Galeno, y en ellas basó su conocimiento farmacológico y botánico.